# Jindřich Julius Brunšvicko-Lüneburský
Jindřich Julius Brunšvicko-Lüneburský (15. října 1564, Hessen – 20. července 1613, Praha) z rodu Welfů byl od roku 1589 brunšvicko-lüneburským vévodou a vládnoucím brunšvicko-wolfenbüttelským knížetem. Od roku 1566 byl také administrátorem biskupství Halberstadt a v letech 1582 až 1585 biskupství Minden.

## Život
Jindřich Julius se narodil v Hessen am Fallstein jako nejstarší syn vévody Julia Brunšvicko-Lüneburského a jeho manželky Hedviky Braniborské, když bylo brunšvicko-wolfenbüttelské knížectví pod vládou jeho děda Jindřicha V. V roce 1566 byl ved vou letech zvolen luteránským administrátorem biskupství Halberstadt; podmínkou jeho zvolení však byla dohoda, že kapitulu katedrály povede knížectví-biskupství pod vlastní autoritou, dokud Jindřich Julius nedosáhne věku 14 let.
Jeho otec po svém nástupu na trůn v roce 1568 realizoval ve wolfenbüttelských zemích protestantskou reformaci. V roce 1576 byl Jindřich Julius jmenován prvním rektorem nově založené univerzity v Helmstedtu. I když mu bylo pouhých dvanáct let, účastnil se Jindřich Julius teologických debat mezi fakultami, které se konaly v latině. Po ukončení studia práv byl svým otcem zaměstnán jako dvorní soudce. Když dospěl, byl považován za jednoho z nejvzdělanějších princů své doby.
Správu knížectví-biskupství převzal v roce 1578, kdy se stal jak světským, tak duchovním vládcem. Zdokonalil všeobecné vzdělání v biskupských zemích a dokončil provedení protestantské reformace započaté jeho otcem, i když dovolil držitelům katolických úřadů zachovat si jejich výsady - kromě toho, že přísně zakazoval kněžím mít milenky. S ohledem na jeho umírněnou politiku mu byla nabídnuta také pozice správce mindenského knížecího biskupství, zvolen správcem byl v roce 1582. Očekávání však zklamal, když nařídil, aby všechna kázání probíhala podle augsburské konfese. O tři roky později na pozici mindenského správce rezignoval, aby se oženil s wettinskou princeznou Doroteou Saskou.

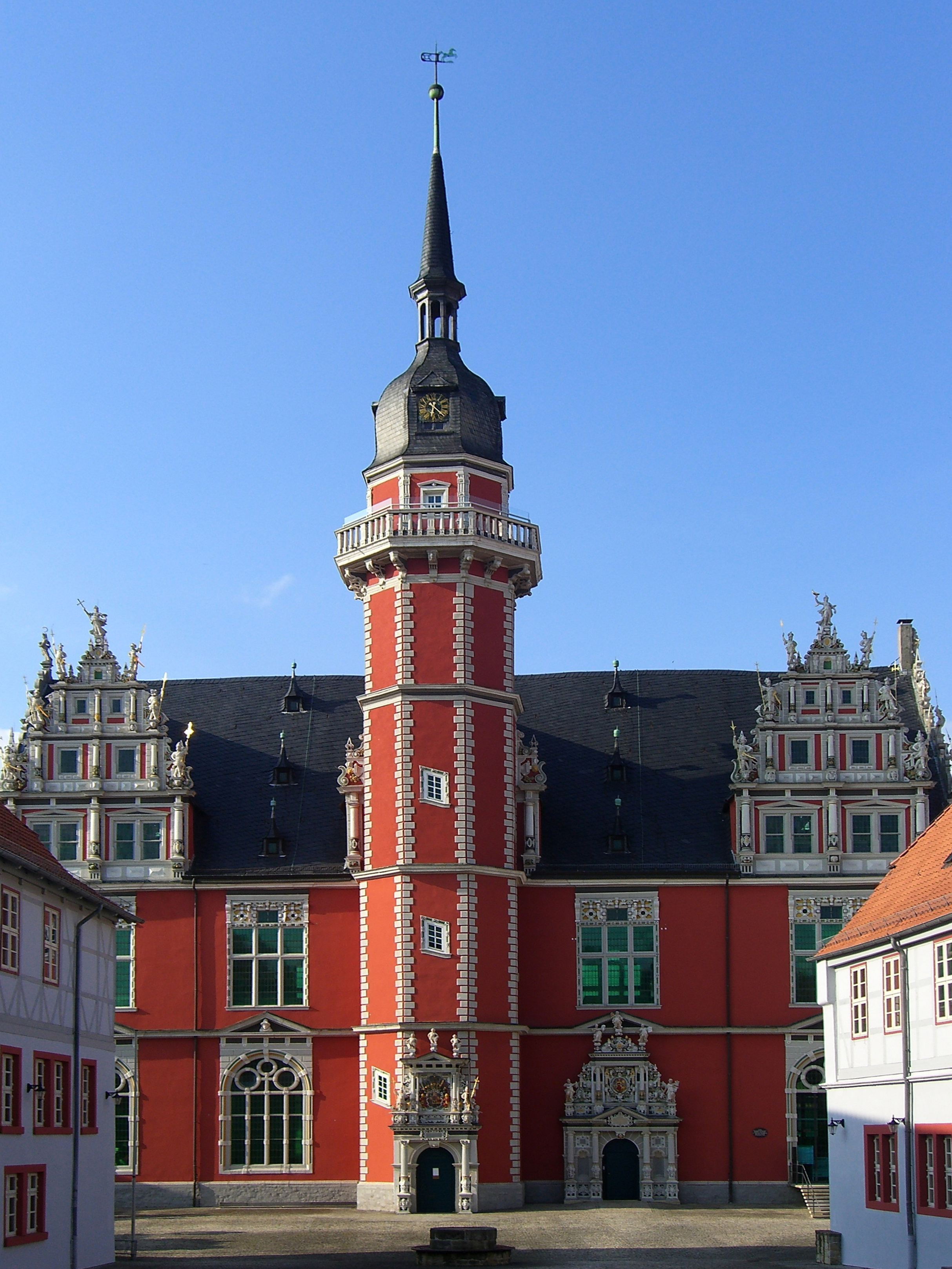
Juleum Novum, Helmstedt

V roce 1589 nastoupil Jindřich Julius na vévodský trůn po svém otci, saské právo nahradil právem římským a namísto místních šlechticů se dvorními soudci stali právníci s akademickými tituly. Také se vyznal v architektuře a začal přestavovat své sídlo Wolfenbüttel v honosném stylu weserské (severní) renesance, včetně stavby hlavního protestantského kostela Beatae Mariae Virginis, která byla zahájena v roce 1608. Po městě měl také rozložené rozšířené kasárny, zdi a opevnění. Pozval Hanse Vredemana de Vries, aby rozvinul hradby, a nechal vybudovat kanál přes bažinu mezi Hornburgem a Oscherslebenem. Jednou z nejdůležitějších budov postavených za jeho vlády byla Juleum Novum, hlavní posluchárna univerzity Helmstedt. Ztratil však kontrolu nad státními financemi a nashromáždil velké množství veřejného dluhu. Když byla omezena práva šlechticů, žalovali místní šlechtici Jindřicha Julia u císařského soudu ve Špýru. V roce 1601 byl učiněn kompromis.
Přestože byl Jindřich Julius protestantským knížetem, stal se blízkým rádcem Habsburského císaře Rudolfa II. Od roku 1600 několikrát pobýval u císařského dvora na Pražském hradě. Získal Rudolfovu důvěru a v roce 1607 byl jmenován tajným radou a jeho "hlavním intendantem". Tato pozice mu poskytla velký vliv na císařské záležitosti. Rovněž se mu podařilo vyřešit konflikt mezi Rudolfem a jeho bratrem Matyášem a pomáhal při dočasném řešení neshod mezi katolíky a protestanty v českém království.
Mezi Jindřichem Juliem a občany z Braunschweigu nastal vážný konflikt, když odmítli uznat jeho vládu. Jindřich Julius nebyl ochoten potvrdit tradiční privilegia města a nechal rozmístit žoldnéřské (Landsknechtské) jednotky, což vedlo v roce 1605 k občanské válce. Pokusy dánského krále Kristiána IV. selhaly a v roce 1606 císař Rudolf II. město zakázal. V roce 1607 Jindřich Julius znovu přijel k císařskému dvoru, aby vyjednal podrobnosti zákazu. Na oplátku dostal císařovu plnou podporu při jednání s brunšvickými povstalci. Všechny útoky na město však selhaly.
Za vlády Jindřicha Julia dosáhlo historického vrcholu pronásledování Židů a čarodějnic, pro které vévoda získal přezdívku Der Hexenbrenner (Palič čarodějnic). Na druhou stranu byl vévoda oddaným stoupencem divadla a herectví. V letech 1593 až 1594 napsal jedenáct her a pozval Roberta Browna, Thomase Sackvilla a jejich hereckou společnost, která několik let představovala zkrácenou verzi jeho "Susanny". Jeho další hry, pět komedií, čtyři tragédie, nebyly příliš úspěšné; jedna z nich však byla základem pro povídky barona Prášila. Vévoda Jindřich Julius také pozval Johna Dowlanda, aby se podíval na Michaela Praetoria, jeho kapelníka, hrajícího na slavné Gröningenské varhany.
Když císař Rudolf II. v roce 1612 zemřel, vrátil se Jindřich Julius k pražskému dvoru, aby radil jeho nástupci Matyášovi. Vévoda Jindřich Julius v Praze 30. července 1613 ve věku 48 let zemřel, pravděpodobně po požití většího množství alkoholu. Pohřben byl v Marienkirche ve Wolfenbüttelu.

## Manželství a potomci
Poprvé se Jindřich Julius oženil ve svých jednadvaceti letech 26. září 1585 s o rok starší princeznou Doroteou, dcerou saského kurfiřta Augusta. Manželé spolu měli jednu dceru:
- Dorotea Hedvika Brunšvicko-Wolfenbüttelská (13. února 1587 – 16. října 1609) ⚭ 1605 Rudolf Anhaltsko-Zerbstský (1576–1621)

Třiadvacetiletá Dorotea zemřela 13. února 1587 při porodu a Jindřich Julius se 19. dubna 1590 znovu oženil s šestnáctiletou dánskou princeznou Alžbětou, nejstarší dcerou krále Frederika II. Dánského. Spolu měli deset dětí:
- Fridrich Ulrich Brunšvicko-Lüneburský (15. dubna 1591 – 21. srpna 1634) ⚭ 1614 Anna Žofie Braniborská (1598–1659)
- Žofie Hedvika Brunšvicko-Lüneburská (20. února 1592 – 23. ledna 1642) ⚭ 1607 hrabě Arnošt Kazimír I. Nasavsko-Dietzský (1573–1632)
- Alžběta Brunšvicko-Wolfenbüttelská (23. června 1593 – 25. března 1650)
⚭ 1612 August Saský (1589–1615)
⚭ 1618 Jan Filip Sasko-Altenburský (1597–1639)
- Hedvika Brunšvicko-Wolfenbüttelská (19. února 1595 – 26. června 1650) ⚭ 1619 Oldřich Pomořanský (1589–1622)
- Dorotea Brunšvicko-Wolfenbüttelská (8. července 1596 – 1. září 1643) ⚭ 1615 Kristián Vilém Braniborský (1587–1665)
- Jindřich Julius Brunšvicko-Wolfenbüttelský (7. října 1597 – 11. července 1606)
- Kristián Brunšvický (20. září 1599 – 16. června 1626), vojevůdce
- Rudolf Brunšvicko-Wolfenbüttelský (15. června 1602 – 13. června 1616)
- Jindřich Karel Brunšvicko-Wolfenbüttelský (4. září 1609 – 11. června 1615)
- Anna Augusta Brunšvicko-Wolfenbüttelská (19. května 1612 – 17. února 1673) ⚭ 1638 Jiří Ludvík Nasavsko-Dillenburský (1618–1656)

## Vývod z předků
|                                       |                                    |  |                        |                                 |  |  |  |  |  |  |  | Vilém IV. Brunšvicko-Lüneburský |
|                                       |                                    |  |                        |                                 |  |  |  |  |  |  |  |                                 |
|                                       | Jindřich IV. Brunšvicko-Lüneburský |  |                        |                                 |  |  |  |  |  |  |  |                                 |
|                                       |                                    |  |                        |                                 |  |  |  |  |  |  |  |                                 |
|                                       |                                    |  |                        | Alžběta ze Stolberg-Wernigerode |  |  |  |  |  |  |  |                                 |
|                                       |                                    |  |                        |                                 |  |  |  |  |  |  |  |                                 |
|                                       | Jindřich V. Brunšvicko-Lüneburský  |  |                        |                                 |  |  |  |  |  |  |  |                                 |
|                                       |                                    |  |                        |                                 |  |  |  |  |  |  |  |                                 |
|                                       |                                    |  |                        | Erik II. Pomořanský             |  |  |  |  |  |  |  |                                 |
|                                       |                                    |  |                        |                                 |  |  |  |  |  |  |  |                                 |
|                                       | Kateřina Pomořanská                |  |                        |                                 |  |  |  |  |  |  |  |                                 |
|                                       |                                    |  |                        |                                 |  |  |  |  |  |  |  |                                 |
|                                       |                                    |  |                        | Žofie Pomořanská                |  |  |  |  |  |  |  |                                 |
|                                       |                                    |  |                        |                                 |  |  |  |  |  |  |  |                                 |
|                                       | Julius Brunšvicko-Lüneburský       |  |                        |                                 |  |  |  |  |  |  |  |                                 |
|                                       |                                    |  |                        |                                 |  |  |  |  |  |  |  |                                 |
|                                       |                                    |  |                        | Ulrich V. Württemberský         |  |  |  |  |  |  |  |                                 |
|                                       |                                    |  |                        |                                 |  |  |  |  |  |  |  |                                 |
|                                       | Jindřich Württemberský             |  |                        |                                 |  |  |  |  |  |  |  |                                 |
|                                       |                                    |  |                        |                                 |  |  |  |  |  |  |  |                                 |
|                                       |                                    |  |                        | Alžběta Bavorsko-Landshutská    |  |  |  |  |  |  |  |                                 |
|                                       |                                    |  |                        |                                 |  |  |  |  |  |  |  |                                 |
|                                       | Marie Württemberská                |  |                        |                                 |  |  |  |  |  |  |  |                                 |
|                                       |                                    |  |                        |                                 |  |  |  |  |  |  |  |                                 |
|                                       |                                    |  |                        | Jindřich IV. ze Salmu           |  |  |  |  |  |  |  |                                 |
|                                       |                                    |  |                        |                                 |  |  |  |  |  |  |  |                                 |
|                                       | Eva ze Salmu                       |  |                        |                                 |  |  |  |  |  |  |  |                                 |
|                                       |                                    |  |                        |                                 |  |  |  |  |  |  |  |                                 |
|                                       |                                    |  |                        | Markéta ze Siercku              |  |  |  |  |  |  |  |                                 |
|                                       |                                    |  |                        |                                 |  |  |  |  |  |  |  |                                 |
| Jindřich Julius Brunšvicko-Lüneburský |                                    |  |                        |                                 |  |  |  |  |  |  |  |                                 |
|                                       |                                    |  |                        |                                 |  |  |  |  |  |  |  |                                 |
|                                       |                                    |  | Jan Cicero Braniborský |                                 |  |  |  |  |  |  |  |                                 |
|                                       |                                    |  |                        |                                 |  |  |  |  |  |  |  |                                 |
|                                       | Jáchym I. Nestor Braniborský       |  |                        |                                 |  |  |  |  |  |  |  |                                 |
|                                       |                                    |  |                        |                                 |  |  |  |  |  |  |  |                                 |
|                                       |                                    |  |                        | Markéta Saská                   |  |  |  |  |  |  |  |                                 |
|                                       |                                    |  |                        |                                 |  |  |  |  |  |  |  |                                 |
|                                       | Jáchym II. Hektor Braniborský      |  |                        |                                 |  |  |  |  |  |  |  |                                 |
|                                       |                                    |  |                        |                                 |  |  |  |  |  |  |  |                                 |
|                                       |                                    |  |                        | Jan I. Dánský                   |  |  |  |  |  |  |  |                                 |
|                                       |                                    |  |                        |                                 |  |  |  |  |  |  |  |                                 |
|                                       | Alžběta Dánská                     |  |                        |                                 |  |  |  |  |  |  |  |                                 |
|                                       |                                    |  |                        |                                 |  |  |  |  |  |  |  |                                 |
|                                       |                                    |  |                        | Kristina Saská                  |  |  |  |  |  |  |  |                                 |
|                                       |                                    |  |                        |                                 |  |  |  |  |  |  |  |                                 |
|                                       | Hedvika Braniborská                |  |                        |                                 |  |  |  |  |  |  |  |                                 |
|                                       |                                    |  |                        |                                 |  |  |  |  |  |  |  |                                 |
|                                       |                                    |  |                        | Kazimír IV. Jagellonský         |  |  |  |  |  |  |  |                                 |
|                                       |                                    |  |                        |                                 |  |  |  |  |  |  |  |                                 |
|                                       | Zikmund I. Starý                   |  |                        |                                 |  |  |  |  |  |  |  |                                 |
|                                       |                                    |  |                        |                                 |  |  |  |  |  |  |  |                                 |
|                                       |                                    |  |                        | Alžběta Habsburská              |  |  |  |  |  |  |  |                                 |
|                                       |                                    |  |                        |                                 |  |  |  |  |  |  |  |                                 |
|                                       | Hedvika Jagellonská                |  |                        |                                 |  |  |  |  |  |  |  |                                 |
|                                       |                                    |  |                        |                                 |  |  |  |  |  |  |  |                                 |
|                                       |                                    |  |                        | Štěpán Zápolský                 |  |  |  |  |  |  |  |                                 |
|                                       |                                    |  |                        |                                 |  |  |  |  |  |  |  |                                 |
|                                       | Barbora Zápolská                   |  |                        |                                 |  |  |  |  |  |  |  |                                 |
|                                       |                                    |  |                        |                                 |  |  |  |  |  |  |  |                                 |
|                                       |                                    |  |                        | Hedvika Těšínská                |  |  |  |  |  |  |  |                                 |
|                                       |                                    |  |                        |                                 |  |  |  |  |  |  |  |                                 |